# Associazione italiana per l'informatica ed il calcolo automatico

Il logo della Patente europea per l'uso del computer, che AICA è autorizzata a rilasciare in Italia.

L'Associazione italiana per l'informatica ed il calcolo automatico (meglio nota con l'acronimo AICA) è la principale organizzazione  volta alla promozione e alla diffusione della cultura informatica e digitale in Italia.

## Storia
Nel 1960 un comitato promotore presieduto dal noto matematico Mauro Picone, ex direttore dell'Istituto nazionale per le applicazioni del calcolo del CNR, e composto da influenti docenti universitari, diramò un comunicato nel quale si illustravano i motivi in favore della nascita di un'associazione che raggruppasse gli interessi culturali delle persone coinvolte nei diversi aspetti dell'area scientifica che in quegli anni veniva chiamata "Calcolo automatico". Un'assemblea costitutiva dell'Associazione venne tenuta il 10 dicembre 1960 a Roma presso il CNR e in tale riunione venne predisposto un progetto di statuto. Il testo del primo statuto viene registrato presso un notaio il 4 febbraio 1961, giorno che può considerarsi la data di nascita dell'Associazione italiana per il calcolo automatico (nel 1983 l'associazione ha cambiato nome senza cambiare la sua sigla). Nella stessa riunione viene anche nominato un Comitato direttivo provvisorio, presieduto dal prof. Aldo Ghizzetti che avvia le prime attività dell'AICA, tra le quali la convocazione della prima assemblea generale dei soci.
Questa si tiene a Bologna, presso l'Istituto di matematica dell'Università il 28 maggio 1961. Nel corso di tale riunione viene definito un primo programma di attività e viene eletto il primo consiglio direttivo. Questo successivamente elegge presidente Aldo Ghizzetti e risulta così composto:
- Aldo Ghizzetti (Università la Sapienza di Roma)
- Paolo Fortunati (Università di Bologna) - vice presidente
- Paolo Ercoli (INAC - CNR) - segretario e tesoriere
- Giuseppe Birago (IBM Italia)
- Alfonso Caracciolo di Forino (Università di Pisa)
- Mario Cavedon (Remington Rand)
- Luigi Dadda (Politecnico di Milano)
- Enrico Ferrero (Credito Italiano)
- Elserino Piol (Olivetti)
- Gianoberto Santi (Edison Volta)
- Giorgio Savastano (Università di Napoli) - Revisore dei conti
- Lorenzo Lunelli (Politecnico di Milano) - Revisore dei conti
- Giovanni Semerano (Università di Padova) - Revisore dei conti
- Albino Uggé (Università Cattolica di Milano) - Revisore dei conti
- Romano Tolomelli (Università di Bologna) - Revisore dei conti

La sequenza dei presidenti dell'AICA è la seguente:
- 1961 - 1964 Aldo Ghizzetti (Università la Sapienza di Roma)
- 1964 - 1967 Aldo Ghizzetti (Università la Sapienza di Roma)
- 1967 - 1970 Luigi Dadda (Politecnico di Milano)
- 1970 - 1973 Giorgio Sacerdoti (Olivetti)
- 1973 - 1976 Giorgio Sacerdoti (Olivetti)
- 1976 - 1979 Mario Italiani (Università di Torino e Università di Pavia)
- 1979 - 1982 Gianpio Bracchi (Politecnico di Milano)
- 1982 - 1985 Giorgio Sacerdoti (Università di Firenze)
- 1985 - 1988 Carlo Tedeschini Lalli (Finsiel)
- 1988 - 1991 Giulio Occhini (Bull Italia)
- 1991 - 1994 Giancarlo Martella (Università Statale di Milano)
- 1994 - 1997 Elserino Piol (Pino Venture)
- 1997 - 2000 Bruno Fadini (Università di Napoli)
- 2000 - 2004 Giulio Occhini (Consulente ICT)
- 2004 - 2007 Ivo De Lotto (Università di Pavia)
- 2008 - 2009 Bruno Lamborghini (Olivetti - Università Cattolica di Milano)
- 2010 - 2012 Rodolfo Zich (Politecnico di Torino)
- 2013 - 2015 Bruno Lamborghini (EITO)
- 2016 - 2018 Giuseppe Mastronardi (Politecnico di Bari)
- 2019 - 2021 Giovanni Adorni (Università di Genova)
- 2022 - 2024 Renato S. Marafioti (Associazione Culturale Format, Reggio Calabria)
- 2024 - oggi Antonio Piva (Università degli Studi di Udine)

## Descrizione

### Finalità
AICA è una associazione senza scopo di lucro che ha come finalità principale lo sviluppo delle conoscenze attinenti alla disciplina informatica in tutti i suoi aspetti scientifici, applicativi, economici e sociali.
Le principali attività dell'AICA sono costituite da:
- la promozione delle certificazioni ECDL ed ICDL, per educare gli utenti ad un uso corretto e responsabile del computer;
- la promozione della certificazione EUCIP, per i professionisti dell'informatica;
- l'organizzazione della fase nazionale delle Olimpiadi internazionali dell'informatica.

### Sezioni
Sin dall'inizio delle attività dell'AICA si è sentita la necessità di organizzare attività entro sezioni territoriali.
La prima a costituirsi è nel 1962 la sezione di Palermo, seguita dalla sezione di Milano nel 1963 e da quella di Torino nel 1967. Successivamente nascono le sezioni di Roma (1974), di Pisa (1977), la sezione Meridionale con attività a Napoli e Bari (1978), la sezione delle Tre Venezie con sede a Padova (1985), la sezione di Bologna e la sezione Sarda con sede a Cagliari (1991).
Attualmente sono attive le sezioni di Piemonte, Lombardia, Triveneto, Liguria, Emilia-Romagna, Toscana, Lazio, Campania, Puglia, Calabria, Sicilia, Internazionale.

### Collegamenti con altri organismi
L'AICA è federata a organismi quali:
- CEPIS, Council of European Professional Informatics Societies,
- IFIP, International Federation of Information Processing,
- FAST, Federazione delle Associazioni Scientifiche e Tecniche,
- ECDL Ltd, European Computer Driving Licence Foundation,
- EUCIP Ltd, European Certification of Informatics Professionals,

### Gruppi di lavoro
Negli anni settanta e anni ottanta nell'AICA si è sentita la necessità di costituire gruppi di lavoro che aggregassero studiosi ed esperti di importanti settori al fine di promuovere in modo organico iniziative di sostegno ai settori stessi.
Nel 1991 erano attivi i seguenti gruppi di lavoro:
- applicazioni degli elaboratori alla didattica
- basi di dati
- computer grafica
- gestione delle risorse EDP
- implicazioni socio-economiche dell'informatica
- informatica negli istituti di credito
- information retrieval
- linguaggi e sistemi operativi
- sicurezza
- storia dell'informatica
- valutazione delle prestazioni
- telematica e reti locali integrate
- affidabilità dei sistemi di elaborazione
- text processing
- ingegneria del software
- sistemi paralleli
- informatica nella pubblica amministrazione
- informatica per l'ambiente ed il territorio
- sistemi informativi sanitari

Dal 1983, quando il Consiglio Direttivo ha approvato la sua costituzione, il Gruppo di Lavoro Storia dell'Informatica ha continuato le sue attività di studio e divulgazione della storia dell'informatica e del calcolo automatico in tutti i loro aspetti, con particolare riferimento alle vicende e ai personaggi italiani. Il Gruppo di lavoro è stato coordinato negli anni da Corrado Bonfanti e da Silvio Hénin. 

### Progetti
Il Progetto nazionale per l'informatica, i progetti finanziati dalla UE, la costituzione dei Gruppi GII e il Gruppo di informatica (GRIN) che raccolgono ricercatori universitari, hanno moltiplicato le sedi e le occasioni di interscambio tra gli operatori dei settori che via via presentano le più interessanti prospettive di crescita. I gruppi di lavoro dell'AICA si sono di conseguenza evoluti nelle iniziative che sono chiamate progetti. Questi, a differenza dei gruppi di lavoro, sono finalizzati a obiettivi precisi, hanno scadenze temporali e un bilancio economico.

### Pubblicazioni
Le principali pubblicazioni dell'associazione sono Mondo digitale e Bricks.
Mondo digitale è una rivista trimestrale edita dall'AICA che si definisce "Rassegna critica del settore ICT".
Essa viene inviata gratuitamente ai soci, ma attualmente è anche disponibile integralmente in linea, a partire dal Sito dell'Associazione.
Della rivista sono usciti, a partire dal 2002, 20 numeri. Direttore responsabile è Franco Filippazzi e coordinatore del comitato scientifico è Giulio Occhini.
Bricks è una rivista trimestrale rivolta al mondo della scuola sull'uso delle ICT nella didattica, edita da AICA e da SIe-L.

## Eventi

### Olimpiadi italiane di informatica
L'AICA è stata incaricata dal Ministero dell'istruzione, dell'università e della ricerca di gestire l'organizzazione delle Olimpiadi italiane di informatica, al fine di stimolare l'interesse dei giovani verso la scienza dell'informazione e le tecnologie informatiche. Queste competizioni vogliono anche selezionare e formare ogni anno una squadra di giovani atleti che rappresenti l'Italia alle Olimpiadi internazionali dell'informatica (IOI), competizioni culturali indette dell'UNESCO fin dal 1989.
L'Italia ha partecipato alle IOI la prima volta in forma sperimentale nel 2000, e dal 2001 vi partecipa regolarmente.
Nel 2012 l'Italia ha ospitato le Olimpiadi internazionali di informatica.

### Congressi annuali
Quasi ogni anno l'associazione organizza un congresso annuale in una diversa città d'Italia:
- Convention Aica 2018, "Nuovi Paradigmi della Digital Trasformation - Il Futuro delle Digital Skill", 26 ottobre 2018, Palazzo FAST, Milano, Lombardia.
- Convention Aica 2017, "Laboratorio di Progetti per costruire la Società Digitale", 20-21 ottobre 2017, Officine Cantelmo, Lecce, Puglia.
- Convention Aica 2016, "Digital for job - AICA si racconta", 27 ottobre 2016, Istituto dei Ciechi, Milano, Lombardia.
- Congresso nazionale Aica 2015, "Costruire le competenze digitali per l'innovazione delle imprese", 30 settembre → 1º ottobre 2015, Università di Camerino, Marche.
- Congresso nazionale Aica 2014, "Dai bit agli atomi: rilancio della manifattura e nuove competenze digitali", 13 novembre 2014, Milano, Lombardia.
- Congresso nazionale Aica 2013, "Frontiere Digitali: dal Digital Divide alla Smart Society", Università di Salerno, Fisciano, Campania.
- Congresso nazionale Aica 2011, "Smart Tech & Smart Innovation la strada per costruire futuro", Politecnico di Torino, Torino, Piemonte.
- Congresso nazionale Aica 2010, " L'Aquila: città storica, città digitale, città futura. La ricostruzione dell'Aquila come laboratorio sperimentale per la comunità scientifica e industriale nazionale ICT", Università dell'Aquila, l'Aquila, Abruzzo.
- Congresso nazionale Aica 2009, "Un nuovo "made in Italy" per lo sviluppo del Paese. ICT per la valorizzazione dei beni e delle attività culturali", Sapienza Università di Roma, Roma, Lazio

### Didamatica
Dal 1985 l'AICA organizza annualmente il Convegno DIDAMATICA, che si propone di fornire un quadro ampio ed approfondito delle ricerche, degli sviluppi innovativi e delle esperienze in atto nel settore dell’Informatica applicata alla Didattica, nei diversi contesti di apprendimento.
- Congresso Didamatica 2018, "Nuovi Metodi e Saperi per Formare all'Innovazione", 19-20 aprile 2018, Università degli Studi di Bologna - Sede di Cesena, Emilia-Romagna.
- Congresso Didamatica 2017, "Le tecnologie Digitali al centro dell’alternanza Scuola-Lavoro", 15-16 maggio 2017, Consiglio Nazionale delle Ricerche, Lazio.
- Congresso Didamatica 2016, "Innovazione: sfida comune di scuola, università, ricerca e impresa", 19-21 aprile 2016, Università degli studi di Udine, Friuli-Venezia Giulia.
- Congresso Didamatica 2015, "Studio ergo Lavoro, Dalla società della conoscenza alla società delle competenze ", 15-17 aprile 2015, Università degli Studi di Genova, Liguria
- Congresso Didamatica 2014, "Formazione e Ricerca: Nuovo Rinascimento per il Lavoro", 7-9 maggio, Università degli Studi di Napoli Federico II, Campania.
- Congresso Didamatica 2013, "Tecnologie e Metodi per la Didattica del Futuro", 7-9 maggio 2013, Consiglio Nazionale delle Ricerche - Area della Ricerca di Pisa, Toscana.
- Congresso Didamatica 2012, "Informatica per la Didattica", 14-16 maggio 2012, Università degli Studi di Bari - Sede di Taranto,
- Congresso Didamatica 2011, "Insegnare Futuro", 4-6 maggio 2011, Politecnico di Torino, Piemonte.
- Congresso Didamatica 2010, "Tecnologie Informatiche per la Didattica", 21-23 aprile 2010, Università degli Studi di Roma "La Sapienza", Lazio.
- Congresso Didamatica 2009, 22 aprile → 24 aprile 2009, Università degli Studi di Trento, Trentino-Alto Adige.
- Congresso Didamatica 2008, 28 aprile → 30 aprile 2008, Università degli Studi di Bari - Sede di Taranto, Puglia.
- Congresso Didamatica 2007, 10 maggio → 12 maggio 2007, Università degli Studi di Bologna - Sede di Cesena, Emilia-Romagna.